# Бхакти Викаша Свами
Бха́кти Вика́ша Сва́ми (IAST: Bhakti Vikāśa Svāmī, англ. Bhakti Vikasha Swami; домонашеское имя — Илапати Даса, IAST: Ilāpati Dāsa; род. 3 января 1957, Англия) — кришнаитский религиозный деятель и проповедник, ученик Бхактиведанты Свами Прабхупады, один из гуру Международного общества сознания Кришны (ИСККОН).

## Биография
Бхакти Викаша Свами родился 3 января 1957 года в Англии. Его детство и отрочество прошли в Ирландии. В 1973 году он впервые познакомился с гаудия-вайшнавизмом, увидев по телевидению программу о кришнаитах. Два года спустя, в доме своего друга, он нашёл книгу Бхактиведанты Свами Прабхупады «Источник вечного наслаждения», в которой рассказывалось о жизни Кришны. Книга ему очень понравилась и он решил найти близлежащий кришнаитский храм, который, как выяснилось, находился рядом с домом его отца. Вскоре будущий кришнаитский гуру отправился в Англию, где присоединился к ИСККОН и, приняв монашеский образ жизни, поселился в общине «Бхактиведанта-мэнор». 30 августа 1975 года, в день Кришна-джанмаштами (день «явления» Кришны), он стал учеником Бхактиведанты Свами Прабхупады, получив от него санскритское «духовное» имя «Илапати Даса». Церемонию инициации от имени Прабхупады провёл тогдашний руководитель ИСККОН в Великобритании Хамсадутта.
С 1975 до 1977 года Илапати занимался распространением кришнаитских книг и журнала Back to Godhead в Англии, Уэльсе и Ирландии. В 1976 году он впервые совершил паломничество в Индию, а в 1977 году избрал Индию своей базой. В последующие два года Илапати работал в индийском филиале кришнаитского издательства «Бхактиведанта Бук Траст» и занимался миссионерской деятельностью в Западной Бенгалии, распространяя местному населению кришнаитскую литературу.
В 1979 году, вместе с Прабхавишну Свами, Илапати начал распространять индуистские книги в Бангладеш. Для этой цели Прабхавишну приобрёл у контрабандистов автобус, который был изготовлен в Германии специально для контрабанды наркотиков. В нём имелись большие потайные отделения, которые Илапати и Прабхавишну использовали для контрабандой перевозки книг. У населения Бангладеш практически не было индуистских книг и местные люди охотно покупали привезённую кришнаитскими миссионерами литературу. В 1980-е годы Илапати также занимался проповеднической деятельностью в других странах Юго-Восточной Азии: Бирме, Таиланде и Малайзии.
В 1989 году в Маяпуре Илапати Даса получил посвящение в санньясу (уклад жизни в отречении) от Джаяпатаки Свами, который дал ему новое имя «Бхакти Викаша Свами». После принятия отречения, Бхакти Викаша Свами снова избрал своей базой Индию. В 1991 году он был назначен «инициирующим гуру» ИСККОН и начал принимать учеников.
С начала 1990-х годов Бхакти Викаша Свами активно путешествует по всему Индийскому субконтиненту, давая лекции и семинары на английском, бенгали и хинди. Он является частым гостем на телешоу Aatma индийского канала STAR Plus. Газета The Hindu описала его в 2002 году как «белого человека в шафрановых одеждах и с чётками, который явно увидел свет в этой части мира и пытается донести здесь своё послание на хинди».
Является автором ряда богословских и страноведческих книг, переведённых на более чем 15 языков и изданных тиражом более полумиллиона экземпляров.

## Взгляды
Бхакти Викаша Свами известен своими консервативными взглядами, в частности, в вопросе роли женщин в ИСККОН. Когда в 1990-е годы в ИСККОН активизировалось движение за права женщин и его активистки добились значительных успехов (в ИСККОН было образовано Министерство по делам женщин, а в 1998 году, впервые женщина была избрана на должность члена Руководящего совета организации), Бхакти Викаша Свами выступил с резкой критикой этих преобразований. Так, в 1998 году он заявил, что Министерство по делам женщин находится под «влиянием демонического феминизма» материалистического западного общества. При этом Бхакти Викаша Свами высказал мнение, что феминизм «был и продолжает являться одним из основных факторов продолжающегося в мире морального разложения». Он также счёл, что аргументы кришнаитских феминисток основаны не на священных писаниях, а на «законах демонического общества, во имя „равенства“ и „прав“ поддерживающего разводы, гомосексуализм, и т. п.». По его убеждению, существует «устрашающая возможность» того, что «освобождённые» женщины-кришнаитки начнут апеллировать к законам западных стран и попытаются заставить кришнаитские храмы и общины следовать «порочным» западным устоям в сфере прав женщин.
Избрание в 1998 году Малати Даси на высшую руководящую должность в ИСККОН Бхаки Викаша счёл «неуместным». Аргументируя свою позицию по этому вопросу, on отметил, что в ИСККОН лидеры часто подвергаются «разного рода критике, порой очень резкой», поэтому, дабы защитить женщин от возможных злобных нападок, им не следует позволять занимать руководящие должности. Как отмечает американский религиовед Бёрк Рочфорд, Бхакти Викаша и его единомышленники в полемике с кришнаитскими «феминистками» предпринимали попытки дискредитировать своих оппонентов. «Атакуя наиболее выдающихся женщин-лидеров ИСККОН», они, в частности, указывали на тот факт, что многие из активисток кришнаитского «феминистского» движения состояли в разводе со своими мужьями. Бхакти Викаша в этой связи отметил, что все, кто занимают руководящие должности в ИСККОН, «должны иметь морально чистое досье». По мнению Рочфорда, такого рода аргументы не имеют большого веса, так как, по его наблюдениям, разводы в ИСККОН являются обыденным явлением, затрагивающим в равной степени мужчин и женщин.

### Книги на английском
- Bhakti Vikāśa Swami. Brahmācārya in Kṛṣṇa Consciousness & A Brahmacārī Reader. — 3rd ed. — The Bhakti Vikasa Trust, 2003. — 266 p.
- Bhakti Vikāśa Swami. A Beginner's Guide to Kṛṣṇa Consciousness: Practical Instructions for Spiritual Life. — 1st ed. — India: Tulsi Exports, 1992. — 101 p.
- Bhakti Vikāśa Swami. A Message to the Youth of India. — Bhakti Vikāśa Swami.
- Bhakti Vikāśa Swami. Vaṁśīdāsa Bābājī: A Glimpse Into the Life of a Vaiṣṇava Saint. — 1st ed. — India: Bhakti Vikāśa Swami, 1994. — 70 p.
- Bhakti Vikāśa Swami. Jaya Śrīla Prabhupāda! — 1st ed. — Bhakti Vikāśa Swami, 1994. — iv, 177 p.
- Bhakti Vikāśa Swami. Jaya Śrīla Prabhupāda! — 2nd ed. — Bombay: Bhakti Vikāśa Swami, 1995. — 163 p.
- Bhakti Vikāśa Swami. My Memories of Śrīla Prabhupāda and Other Writings. — 1st ed. — Bombay: Bhaktivedanta Book Trust, 1997. — 126 p.
- Bhakti Vikāśa Swami. The Story of Rasikānanda: Based on Śrī Śrī Rasikamaṅgala. — Bhakti Vikāśa Swami, 1997. — 178 p.
- Bhakti Vikāśa Swami. Glimpses of Traditional Indian Life. — Bhakti Vikāśa Swami, 1998. — 204 p.
- Bhakti Vikāśa Swami. Rāmāyaṇa: The Story of Lord Rāmā. — 1st ed. — 1999. — vi, 470 p. — 8000 экз.
- Bhakti Vikāśa Swami. Śrī Caitanya Mahāprabhu. — 1st ed. — India, 2003. — 156 p.
- Bhakti Vikāśa Swami. On Pilgrimage in Holy India. — 1st ed. — India: Bhakti Vikāśa Books, 2005. — 127 p. — ISBN 8190233270.
- Bhakti Vikāśa Swami. Śri Bhaktisiddhānta Vaibhava. — 1st ed. — Surat: Bhakti Vikas Trust, 2009. — 1576 p. — ISBN 9788190829005.

### Книги на бенгали
- Bhakti Vikāśa Swami. Vaiṣṇava Śikhā O Sādhanā.
- Bhakti Vikāśa Swami. Gauḍīya Vaiṣṇava Padyāvalī.

### Книги на русском
- Бхакти Викаша Свами. Брахмачарья в сознании Кришны. — 1-е изд. — М.: Йамуна пресс, 1993. — 190 с. — ISBN 5860610025.
- Бхакти Викаша Свами. Введение в философию и практику сознания Кришны. — М., 1997.
- Бхакти Викаша Свами. Взгляд на традиционную Индию. — Н. Новгород, 2002. — 240 с.
- Бхакти Викаша Свами. Воспоминания о Шриле Прабхупаде. — Н. Новгород, 2002. — 142 с.
- Бхакти Викаша Свами. Первые шаги к Кришне / Пер. с англ.: Гунадхам дас. — 2-е изд. — Н. Новгород: Бхактиведанта Бук Траст, 1999. — 96 с.
- Бхакти Викаша Свами. Слава Шриле Прабхупаде! — Н. Новгород, 1999. — 160 с.
- Бхакти Викаша Свами. Жизнь Расикананды. — Н. Новгород, 2000. — 188 с.
- Бхакти Викаша Свами. Вамшидаса Бабаджи: краткое жизнеописание святого-вайшнава / Перевод с англ. — Нитья Тушти д. д. — М.: Йамуна Пресс, 1998. — 70 с. — 2000 экз. — ISBN 5895490123.
  - Бхакти Викаша Свами. Вамшидаса Бабаджи. — М.: Философская книга, 2013. — 96 с. — ISBN 978-5-8205-0161-6.
- Бхакти Викаша Свами. Индия: паломничество по святым местам. — 86 с.
- Бхакти Викаша Свами. Шри Чайтанья Махапрабху. — Н. Новгород, 2004. — 94 с. — ISBN 5934960253.
- Бхакти Викаша Свами. Рамаяна: сказание о Господе Раме в изложении Бхакти Викаши Свами / Пер. с англ.: Долбышев Е. Ю. — 1-е изд. — Н. Новгород, 2003. — 448 с.
  - Бхакти Викаша Свами. Рамаяна: сказание о Господе Раме в изложении Бхакти Викаши Свами / Пер. с англ.: Долбышев Е. Ю. — 2-е изд. — Н. Новгород, 2009. — 441 с. — ISBN 9785849300863.

### Книги на польском
- Bhakti Vikāśa Swami. Ramajana: Opowieść o księciu Ramie / Jakub Sławski, Grzegorz Biały. — Bhakti Vikāśa Books, 2005. — 430 с. — ISBN 8190233297.